# Trosganzenvoet
Trosganzenvoet (Oxybasis urbica, synoniem: Chenopodium urbicum) is een eenjarige plant uit de amarantenfamilie (Amaranthaceae). De soort komt van nature voor in Midden-, Zuid-Europa en Azië en heeft zich vervolgens als cultuurvolger verspreid. Nederland en België liggen aan de westrand van het Europese deel van het verspreidingsgebied, de soort wordt soms ingevoerd met graan. In Nederland is ze momenteel van slechts één vindplaats bekend, maar mogelijk wordt de soort over het hoofd gezien. Het aantal chromosomen is 2n = 18.
De plant wordt 30-90 cm hoog en heeft een rechtopgaande, getreepte, niet melige stengel met vaak geelachtige strepen. De olijfgroene, driehoekige of ruitvormige bladeren zijn bijna kaal en hebben een gezaagde rand of naar buiten gerichte basale lobben. De onderste bladeren zijn 3-11 (20) cm lang en 3-10 cm breed. De bladsteel is 1,5-4 cm lang. Het blad is driehoekig of ruitvormig met een afgeknotte of wigvormige voet. De bovenste bladeren kunnen ook lancetvormig en bijna gaafrandig zijn. 
Trosganzenvoet bloeit vanaf juli tot in september. De kleine, bijna bolvormige trossen staan in schijnaren. De bloemen zijn 2,0 tot 3,5 mm groot. De schutbladen ontbreken. Het bloemdek bestaat uit vijf geelgroene, niet vergroeide kroonbladen. Ze zijn breed ovaal tot elliptisch, 0,6-0,8 mm lang en 0,4-0,8 mm breed, met een stompe top en een afgeronde of enigszins gezwollen, kale achterkant. Er zijn 5 meeldraden (soms afwezig) en twee korte stempels. 
De vrucht is een eenzadig, lensvormig, 1-1,2 mm groot nootje. Bij rijpheid zit de bloemkroon losjes om het nootje en valt gedeelteijk met het nootje van de plant af. De vliezige, bruine vruchtwand zit losjes om het zaad. De (roodbruine) zwarte zaadhuid heeft fijne, netvormige strepen of is bijna glad.

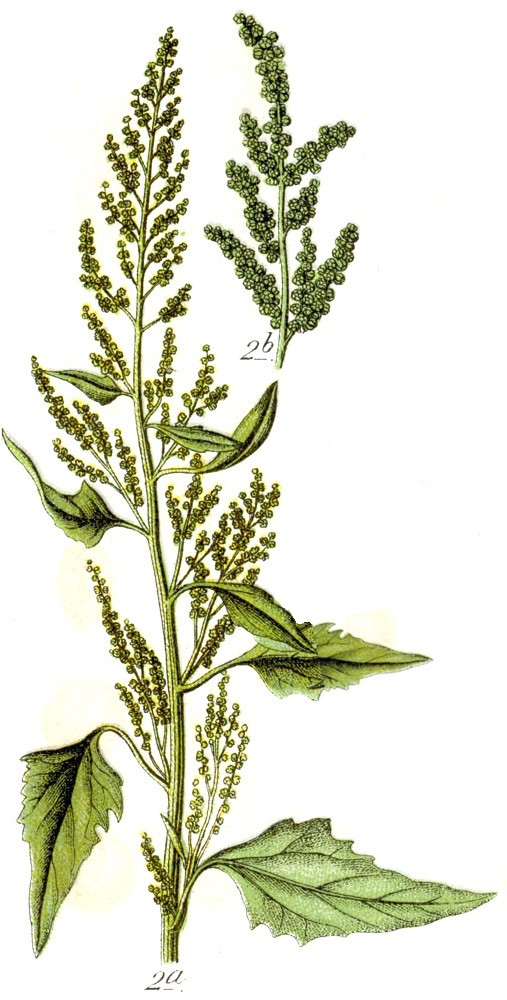
Illustratie van Jacob Sturm
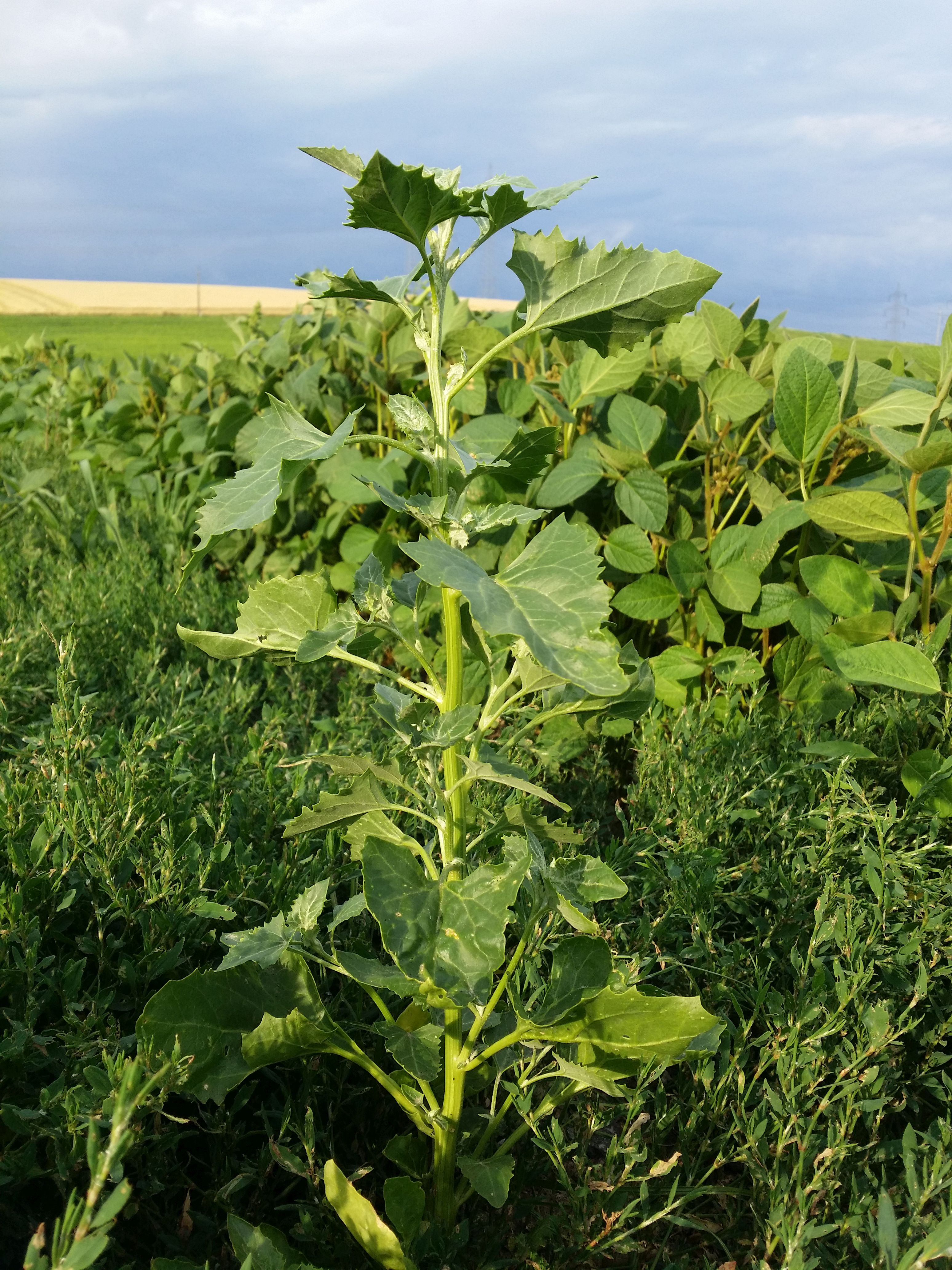
Plant
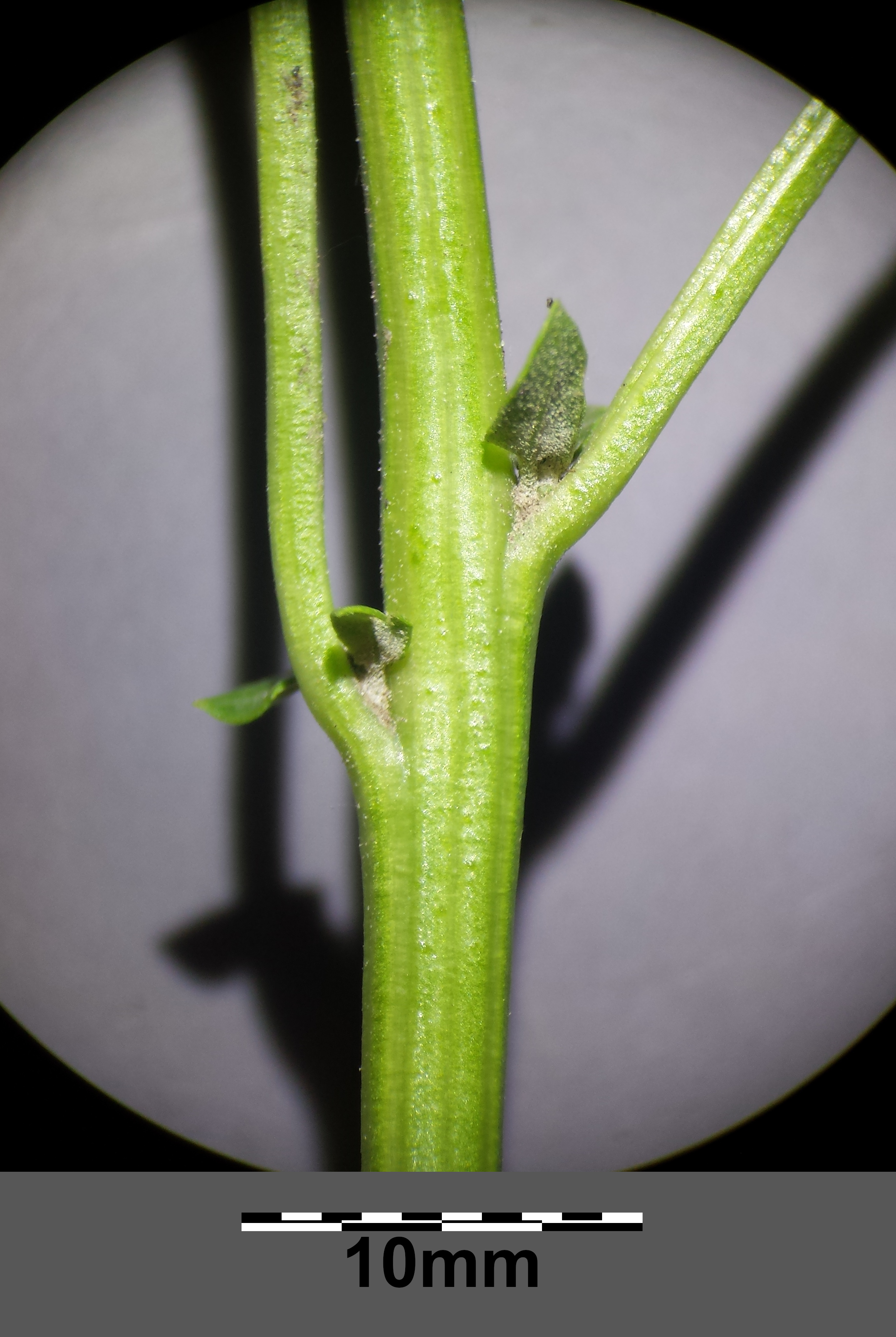
Stengel
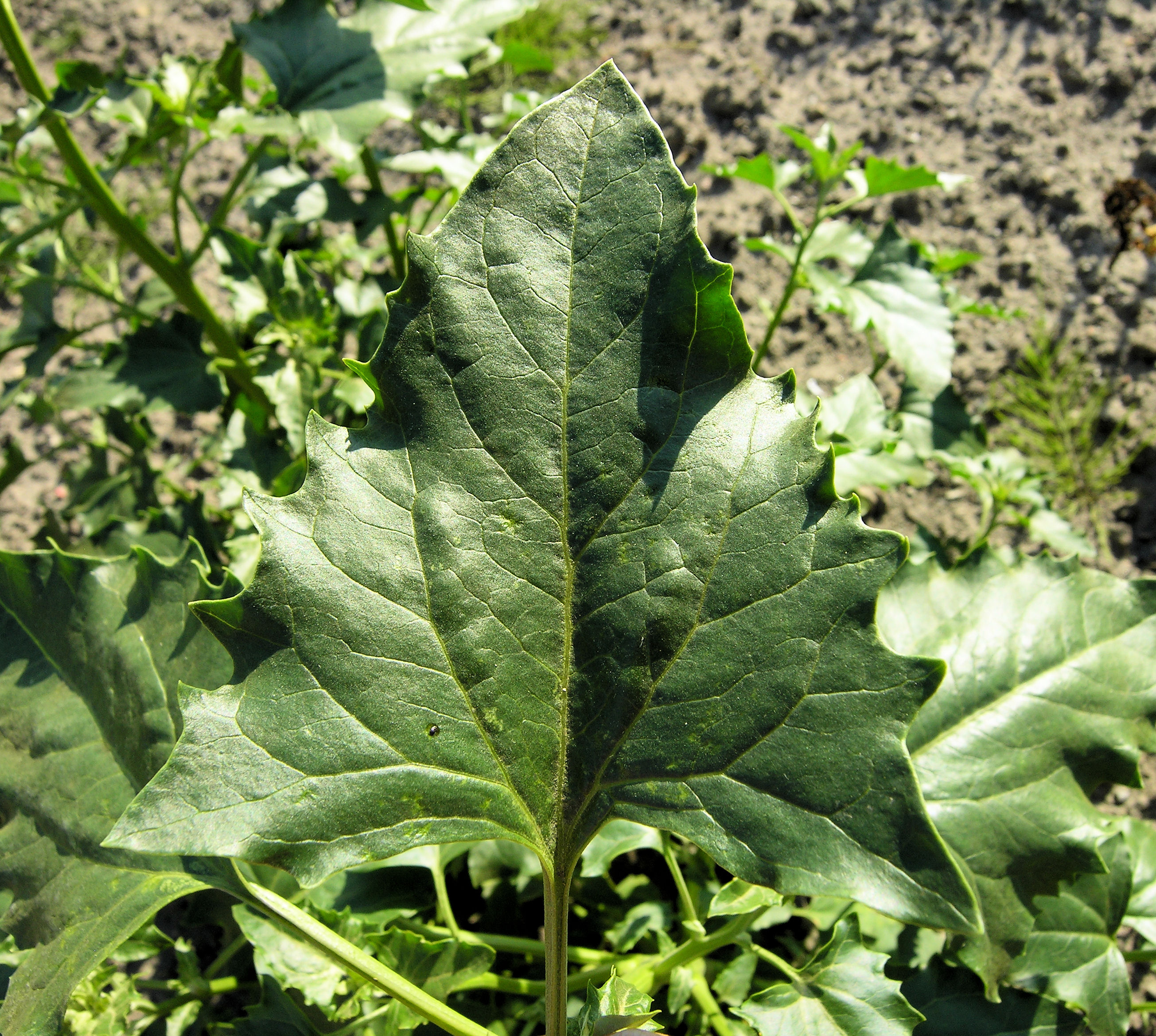
Blad
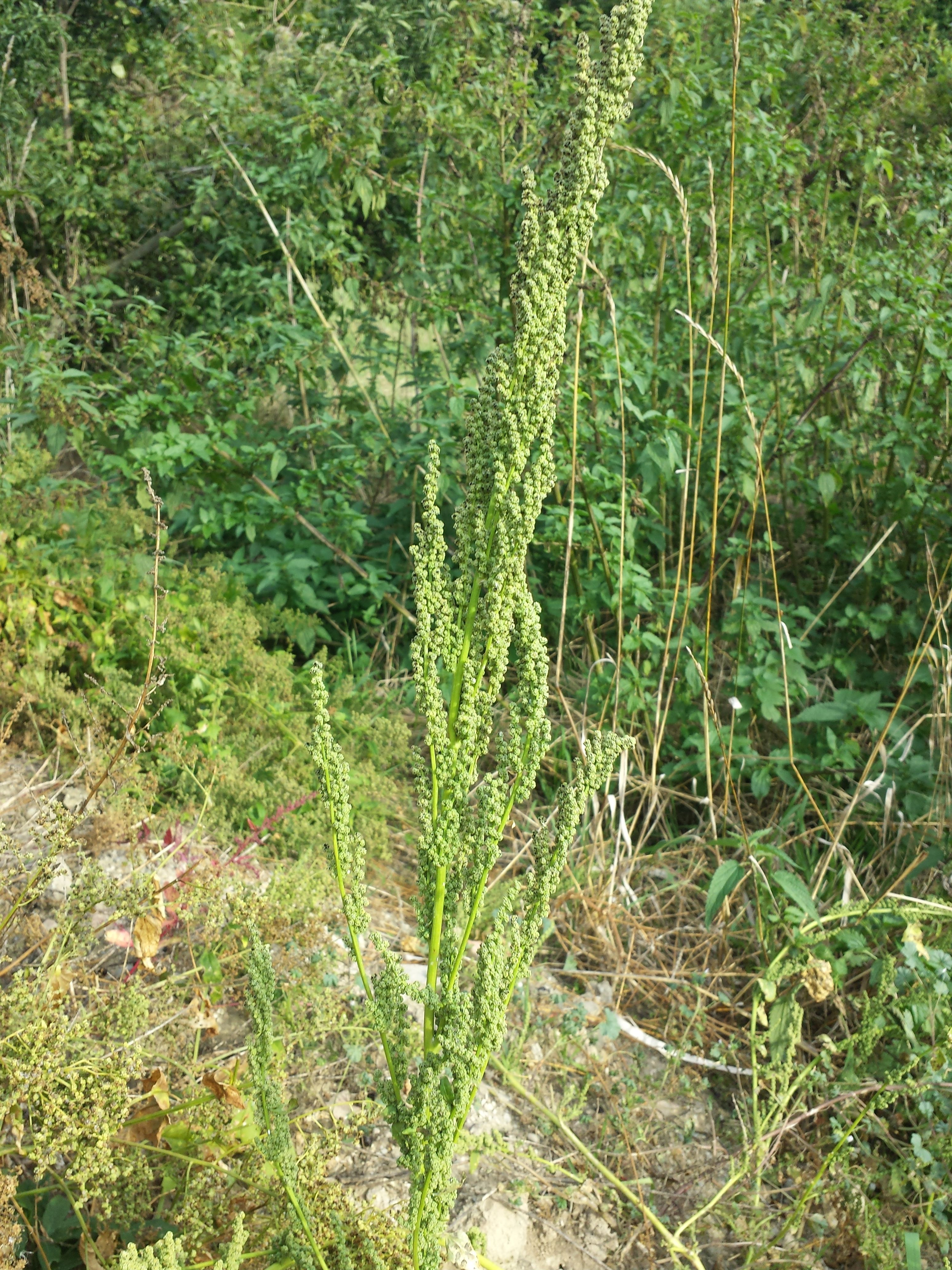
Bloeiwijzen
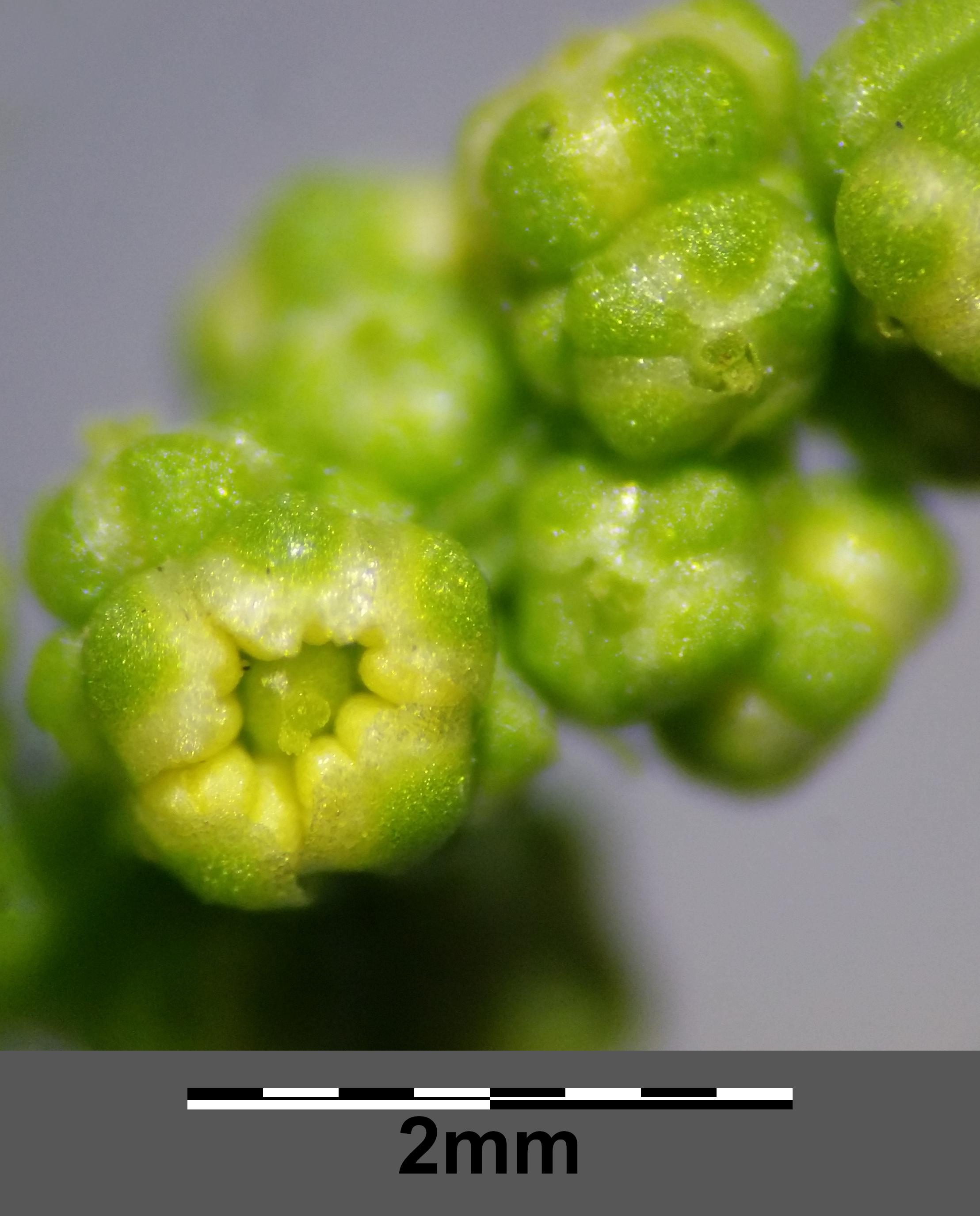
Bloem
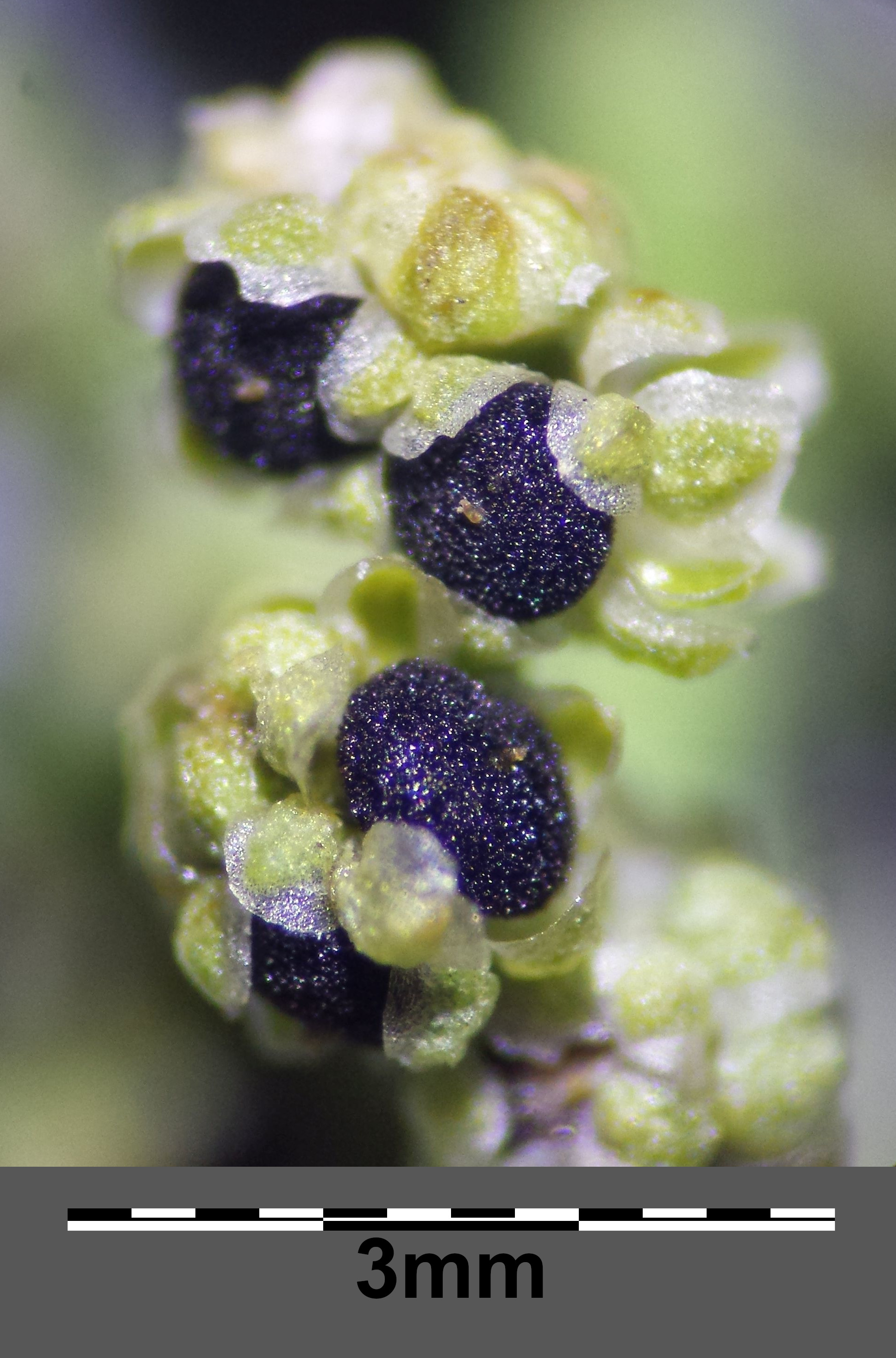
Vruchten
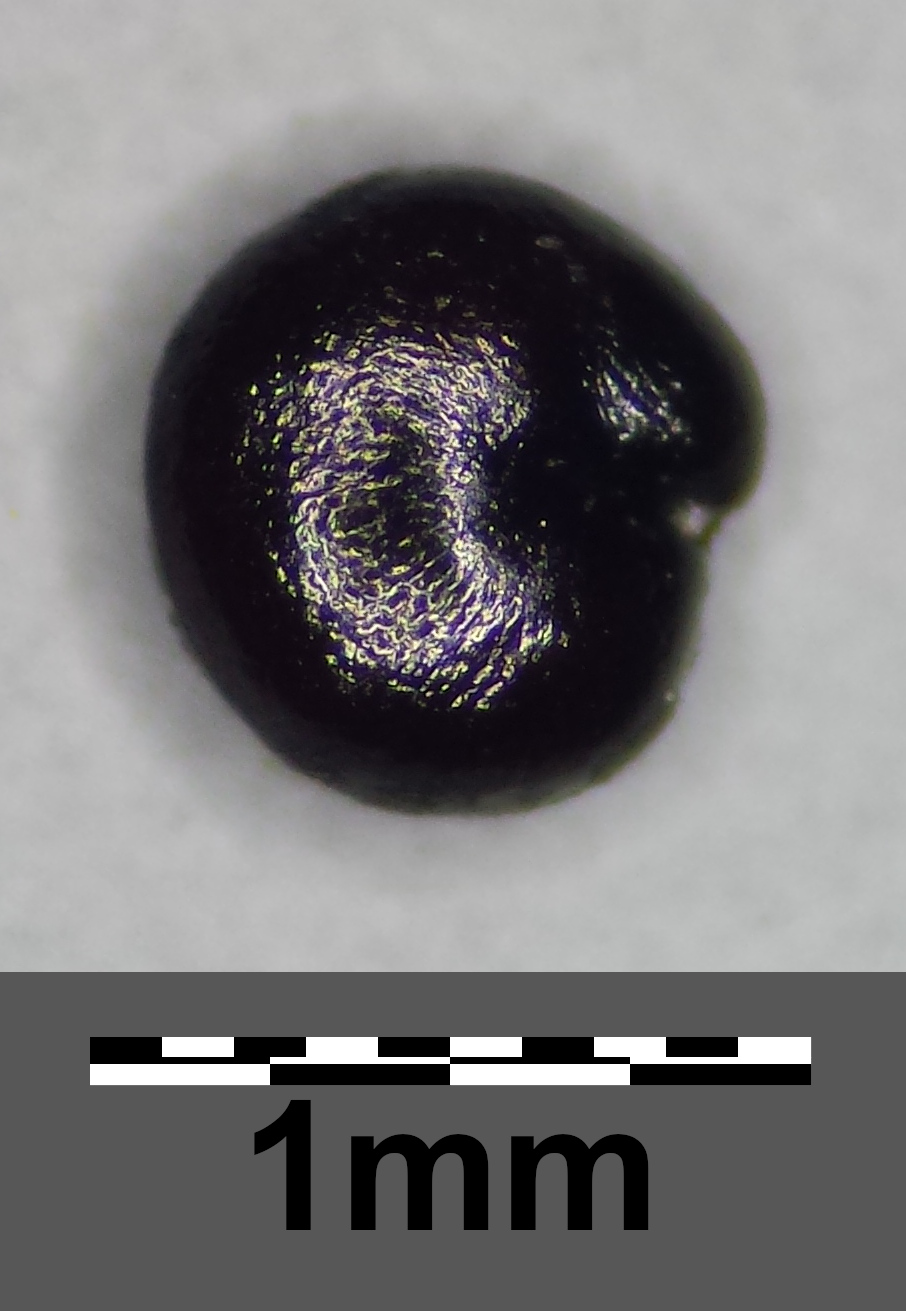
Vrucht

Trosganzenvoet staat op open, zonnige en warme, vochtige en zwak basische, stikstof- en voedselrijke, omgewerkte en verstoorde grond. De eenjarige plant groeit in bermen en akkers, aan de voet van muren, in stedelijk gebied en op spoorwegterreinen, in ruigten, op stortterreinen en andere ruderale plaatsen. De soort heeft lange, dichte, smalle en bijna bladloze eind- en okselstandige bloempluimen. Ze kan sterk op rode ganzenvoet lijken maar is binnen de groep van éénjarige ganzenvoeten, waartoe o.a. ook deze ganzenvoet behoort, te onderscheiden aan onder andere het vruchtdragende bloemdek, de 5-tallige bloemen en de horizontaal geplaatste, zwarte zaden (zie ook rode ganzenvoet).